# Marco Minghetti
Marco Minghetti, född 18 november 1818 i Bologna, död 10 december 1886 i Rom, var en italiensk statsman.
Minghetti deltog 1846 i uppsättandet av den moderat-liberala tidskriften "Il felsineo" i Bologna, fick i slutet av 1847 plats i den då sammanträdande "consultan" för Kyrkostaten och utnämndes i mars 1848 av Pius IX till minister för allmänna arbeten i Giacomo Antonellis kortvariga kabinett, men sökte snart Italiens framtid hos Sardiniens kung och fick under fälttåget i Lombardiet sommaren samma år en plats i dennes generalstab. 
Minghetti ägnade sig de följande åren i Bologna mest med nationalekonomiskt skriftställeri i frihandelsvänlig riktning och blev 1859, på föranstaltande av sin personlige vän Camillo di Cavour, kabinettssekreterare i sardinska utrikesdepartementet samt bidrog därefter, till en början som president i Romagnas nationalförsamling, att upprätta den provisoriska staten Emilia och dess införlivande i kungariket Sardinien. Under perioden november 1860 till augusti 1861 var Minghetti italiensk inrikesminister. Han övertog december 1862 finansministerportföljen och blev efter Luigi Carlo Farinis avgång i mars 1863 ministerpresident. Genom konventionen med Napoleon III i romerska frågan (15 september 1864) och avtalet om residensets definitiva förläggande till Florens väckte han sådan misstämning, särskilt hos befolkningen i Turin, att han 23 september 1864 måste avgå tillsammans med hela sin ministär. Juli 1868-maj 1869 var han sändebud i London, maj-november 1869 jordbruksminister (i Luigi Federico Menabreas ministär) samt därefter en kort tid minister i Wien. Sommaren 1873, vid kabinettet Lanza-Sellas fall, bildade han en högerinriktad ny ministär, under vars tillvaro Italiens allians med Tyskland och försoning med Österrike kom till stånd. Minghetti var själv en dugande finansminister, men kabinettets inrikespolitik var mycket vacklande, och beskylld för att iaktta alltför stor hänsynsfullhet mot Vatikanen, tvingades han i mars 1876 lämna plats för vänsterchefen Agostino Depretis. I italienska parlamentet var Minghetti representant för staden Bologna. 
Bland Minghettis skrifter märks Della economia pubblica e delle sue attenenze colla morale e col diritto (1859) samt La chiesa e lo stato (1878), i vilket arbete han förfäktar Cavours kyrkopolitiska program ("Fri kyrka i fri stat"), en Rafaelbiografi (1885; tysk översättning 1887), det postumt utgivna memoarverket I miei ricordi (tre band, 1888-90) samt hans Discorsi parlamentari (åtta band, 1888-90) och Scritti vari (1896). Sedan 1875 var han ledamot av svenska Vetenskapsakademien. Statyer över Minghetti restes i Rom (1895) och Bologna (1896).